# 荒野をひとり
『荒野をひとり』は、1990年3月21日に リバスターより発売された橋幸夫の160枚目のシングルである（RVSI-0003）。シングルカセット形式でのみ発売されている。

## 概要
- 作詞はいではく、作曲は遠藤実。
- 楽曲がリリースされた1990年は、橋のデビュー30周年の記念の年となっており、本楽曲も30周年記念企画の一環で制作された。このため橋の最初の恩師にあたる遠藤実に楽曲作成を依頼し、制作された。遠藤と橋は、橋が吉田正門下に移ってからも交流が続いており[2]、遠藤がレコード会社の専属契約からフリーになると、ビクター時代の橋に、「浅草人情」などのシングル曲を提供し、橋がリバスターに移籍した後も、橋の25周年記念アルバムなどで共演していた[3]が、シングルでの共演はなく、移籍後の初共演のシングルとなっている。
- 作詞のいではくは、元遠藤の秘書をしており、遠藤と組んで「北国の春」（歌唱：千昌夫）を大ヒットさせた実績があるが[4]、橋とは初めての共演である。
- 30周年企画曲であり、同じく記念企画のアルバム『翔（はばたく）』の「歌謡組曲　家族（音楽監督/遠藤実）」のメインの楽曲となっている[5]。この組曲には、いではく作詞の「息子が10年たったなら」が収録されている。橋といではくの共演は、本楽曲とあわせてこの2作のみである。
- c/wの「母」は、橋夫人の橋凡子が、愛なみのペンネームで作詞したもので、作曲は遠藤実である。橋凡子の作詞は、これまで一部を除いて橋自身が作曲するのが通例であったが、今回は30周年記念で、恩師遠藤が作曲している。

## 収録曲
1. 荒野をひとり
作詞：いではく、作曲：遠藤実、編曲：前田俊明
2. 母
作詞：愛なみ、作曲：遠藤実、編曲：前田俊明

## 収録アルバム
- 『翔（はばたく）』（1990年4月21日）RVCI-00001
- 『ベスト・シングルコレクション』（1990年12月15日）RVCI-00003
- 『遠藤実 流行歌物語 CD全12巻』の12巻（OCD-69012）に、橋に提供した楽曲のうち主な5曲が収録されており、その中に本楽曲ならびにB面の「母」も収録されている。